# Arrufament
Rufa (o arrufament) és la curvatura de construcció que rep la coberta principal respecte del pla horitzontal en els extrems de proa i popa.
També es denomina arrufament l'esforç a què es veu sotmès el vaixell quan la seva proa i popa suren en dues crestes d'onades mentre que el centre es troba en un si (i que pot causar un arrufament permanent si el buc cedeix)

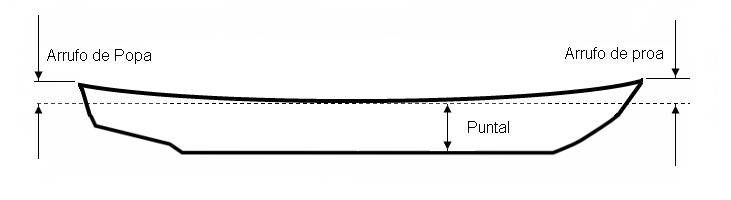
Arrufament de la coberta principal.